# メロエ・パーク
メロエ・パーク（Meroë Park、漢字 朴梅羅、韓国語 박메로、1966年12月1日 - ）は、長らくアメリカ合衆国の中央情報局(CIA)に務めた官僚である。2017年1月、マイク・ポンペオが上院に承認されるまでの3日間、中央情報局長官代理を務めた。2020年1月27日、スミソニアン協会の副幹事兼最高執行責任者に就任した。

## 若年期
パークは1966年12月1日にオレゴン州ユージーンで生まれ、そこで育った。父は朝鮮生まれの物理学者の朴光在(Kwangjai Park)である。ジョージタウン大学を卒業した。

## キャリア
パークは27年間中央情報局に勤務し、人事部長、分析経営資源部長、給与部長、ユーラシアと西ヨーロッパの拠点における上級任務支援官を務めた。2013年から2017年まで事務局長を務め、その間の2017年1月20日から1月23日までの間、中央情報局長官代理を務めた。大統領勲功賞を2度受賞した。2017年6月にCIAを退職した。
CIA退職後の2017年10月、バミューダ諸島に拠点を置く銀行・資産管理会社であるバターフィールド銀行の社外取締役に就任した。また、非営利法人「パートナーシップ・フォー・パブリック・サービス」のエグゼクティブ・ヴァイスプレジデントに就任した。
2018年2月、母校ジョージタウン大学からエグゼクティブ・イン・レジデンスに任命された。
2019年12月にスミソニアン協会の副幹事兼最高執行責任者に任命され、翌2020年1月に就任した。